# La vita quotidiana come rappresentazione
La vita quotidiana come rappresentazione è un libro di "pre-sociologia" di Erving Goffman. È stato pubblicato la prima volta nel 1959. Usa la metafora del teatro per indagare l'importanza dell'azione umana - cioè, sociale. 
Al centro dell'analisi è la relazione tra recita e ribalta. Goffman prende in considerazione ogni elemento di una recita; un attore svolge la propria parte in un'ambientazione teatrale, che si compone di un palcoscenico e di un retroscena; i vari elementi si influenzano e sostengono reciprocamente. Difatti, l'attore è sia osservato da un pubblico, sia esso stesso pubblico per la "parte recitata" (nello specifico rituale interattivo) dai suoi spettatori.
Ugualmente, l'attore è libero di scegliere il costume di scena più adatto: scopo principale è mantenere coerenza espressiva, adattandosi ai diversi palcoscenici che gli vengano di volta in volta proposti.

## La definizione della situazione
(Erving Goffman)
Una nozione capitale che Goffman discute in tutta l'opera è la fondamentale importanza di una definizione della situazione, concordata nella data interazione, allo scopo di mantenerne la coerenza. Nelle interazioni, o rappresentazioni, i partecipanti possono essere simultaneamente attori e pubblico; gli attori di solito tenteranno di far prevalere quelle immagini che li pongono in una luce favorevole , e incoraggino gli altri soggetti ad accettare la propria definizione della situazione. Il patto sociale che regola le "rappresentazioni del sé" presuppone, da parte del pubblico, lo scarto di ogni azione o discorso tendente a stralciare le basi del patto implicito. Goffman riconosce che - quando la definizione accettata della situazione perde credibilità - alcuni degli attori, o tutti, possano ignorare e far finta di niente, a condizione che trovino tale strategia conveniente per il mantenimento della pace. Ad esempio, quando una signora che stia partecipando a una cena formale - e si stia sforzando di apparire favorevolmente - incorra in un inciampo, chi le sia vicino potrà fingere di non aver visto il contegno maldestro, supportando attivamente il tentativo di "salvare la faccia". Goffman asserisce questo genere di deliberata credulità si manifesti ad ogni livello di organizzazione sociale, dalla classe dirigente ai quartieri bassi.
Le esigenze dell'individuo di "gestione delle impressioni" che essi esercitano sugli altri sono state trattate successivamente anche dalla psicologia sociale. L'auto-presentazione è spesso il risultato di un compromesso tra le forze opposte di favorevolezza e credibilità. Le persone spesso fanno affermazioni positive su se stesse per fare una buona impressione (self-serving bias). Tuttavia, affermazioni eccessivamente positive potrebbero non essere credute e potrebbero persino essere screditate. (Ad esempio, potresti provare a fare una buona impressione dicendo che sei un bravo giocatore di basket. Qualcuno potrebbe non crederti o, peggio, potresti in seguito giocare a basket e fare male). Vantarsi delle proprie capacità ed essere smentiti lascia una cattiva impressione.

## Osservazione stilistica
La tecnica argomentativa dell'autore è assai peculiare: si avvale di un apparato aneddotico di sorprendente ampiezza, e molto spesso preferisce non esplicitare le proprie conclusioni, ma piuttosto demandarle all'elaborazione critica del lettore. Sotto quest'ultimo profilo, è stato rilevato che Goffman assume una singolarissima posizione nell'ambito dei riconosciuti maestri della sociologia contemporanea, caratterizzandosi per questa descritta sorta di understatement (tipicamente anti-autoritario).

## Capitoli
I. Rappresentazioni 

II. Equipes 

III. Comportamento ed ambito territoriale 

IV. Ruoli incongruenti 

V. Comunicazioni che contraddicono il personaggio 

VI. L'arte di controllare le impressioni

## Edizioni
- Erving Goffman, La vita quotidiana come rappresentazione, traduzione di Margherita Ciacci, collana Biblioteca, Il Mulino, 1969,  p. 292, ISBN 88-15-05962-8.